# Virtuose

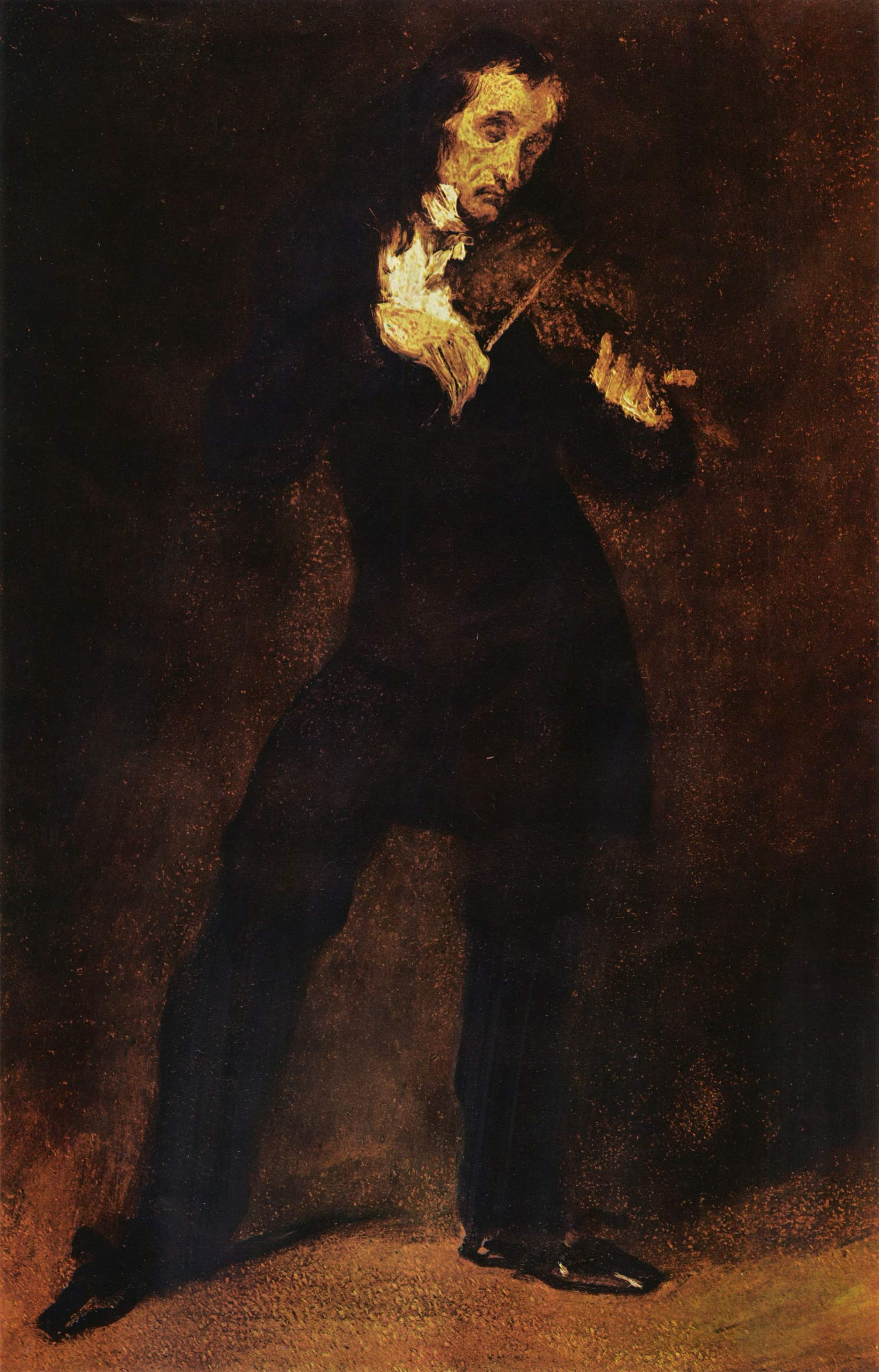
Niccolò Paganini, 1832

Ein Virtuose ist ein Musiker, der seine Musikalität und sein besonderes Talent durch meisterhaftes technisches Können bis zur Perfektion entwickelt hat.

## Wortherkunft und weitere Einzelheiten
Das Wort, das heute in erster Linie für Instrumental- oder Gesangsolisten, die über eine außerordentliche technische Meisterschaft verfügen, verwendet wird, gelangte vom Lateinischen (virtus = Tugend, Tüchtigkeit) über das Italienische (virtuoso = fähig) ins Deutsche. Es bezeichnet allgemein das besonders geschickte oder meisterliche Ausführen bestimmter Tätigkeiten, das jedoch meist mit einem gewissen Wagnis verbunden ist und damit die Bewunderung der Zuschauer hervorruft. Der Musikwissenschaftler Günter Oesterle beschreibt Virtuosität als „permanente Überbietung“ des durch Nachahmung Erlernten. Musik wird zumeist als virtuos bezeichnet, wenn sie hohe Anforderungen an die technischen Fähigkeiten des Spielers stellt, z. B. hohes Spieltempo, schwierige Akkorde, große Sprünge, volles Ausnutzen des Tonumfanges.
Niccolò Paganini war ein Virtuose auf der Geige, Franz Liszt und Frédéric Chopin waren Virtuosen am Klavier. Johann Sebastian Bach war auch ein Virtuose an der Orgel. Als Virtuosen an der klassischen Gitarre seien beispielhaft Narciso Yepes oder die Musiker um Pepe Romero genannt. Bei der Viola da gamba ist es für viele der katalanische Gambist Jordi Savall. In der populären Musik wird ein hohes spiel- und gesangstechnisches Niveau vor allem im Jazz, Progressive Rock und im Hard Rock/Metal-Bereich geschätzt (siehe auch Shredding). Als Virtuosen dieser Musikrichtungen werden Musiker wie Charlie Parker (Saxophon, Jazz), Jordan Rudess (Keyboard, Progressive Rock) oder z. B. Yngwie Malmsteen (E-Gitarre, Hardrock/Heavy Metal) angesehen.

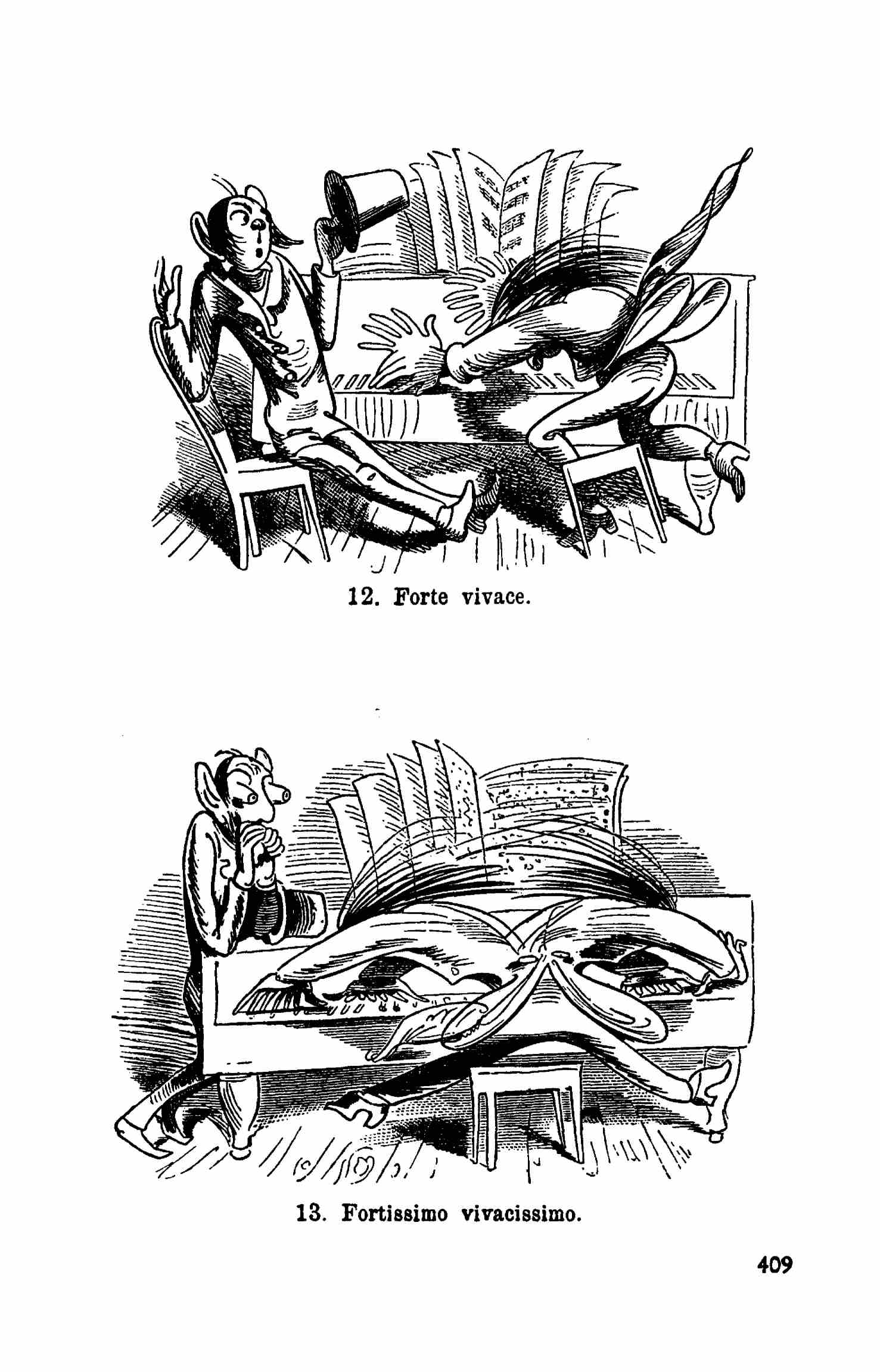
Wilhelm Busch: Szene 12 und 13 aus dem Comic Der Virtuos

In der jüngeren Sprachentwicklung wurde die Bezeichnung von der Musik auf vielfältige andere Lebens- und Arbeitsbereiche übertragen: Man kann von „virtuosen Köchen“ ebenso sprechen wie von „Virtuosen an der Computertastatur“. Ein Virtuose hat seine Fähigkeiten bis zur Meisterschaft entwickelt.
Das Adjektiv „virtuos“ wird je nach Zusammenhang auch abwertend verwendet, um eine musikalische Aufführungspraxis zu beschreiben, bei der vor allem die technischen Fähigkeiten des Spielers zur Schau gestellt werden, die musikalische Qualität jedoch nur eine untergeordnete Rolle spielt.